# (63068) Moraes
Pour les articles homonymes, voir Moraes.
(63068) Moraes est un astéroïde de la ceinture principale.

## Description
(63068) Moraes est un astéroïde de la ceinture principale. Il fut découvert le 23 novembre 2000 à Shishikui par Hiromu Maeno. Il présente une orbite caractérisée par un demi-grand axe de 3,13 UA, une excentricité de 0,29 et une inclinaison de 28,0° par rapport à l'écliptique.

## Compléments